# Charlie Smith
Charles Smith més conegut com a Charlie Smith   (Nova York, 15 d'abril de 1927 - New Haven, 15 de gener de 1966), fou un bateria de jazz nord-americà. El 1947, a l'edat de vint anys, va començar a estudiar música i a tocar la bateria, debutant al cap d'un any com a acompanyant de la cantata Ella Fitzgerald. A partir de llavors va començar a treballar en diferents formacions (com el trio d'Erroll Garner) i acompanyant diversos músics, com Artie Shaw, Oscar Peterson, Slim Gaillard, Billy Taylor i Duke Ellington, fins a formar el seu propi grup al Cafè Society de Nova York. A inicis dels anys seixanta es va traslladar a Connecticut i va formar associació amb el duet Dwike Mitchell-Willie Ruff, deixant els escenaris per dedicar-se a la docència. Entre la seva discografia cal esmentar: I can't give you anything but love (amb E. Garner, 1949) i I'll remember April (amb H. Ranaud, 1954).